# Acido mandelico
L'acido mandelico è un α-idrossiacido aromatico con formula molecolare C6H5CH(OH)CO2H. È un solido cristallino bianco solubile in acqua e nei solventi organici polari. Trova utilizzo come precursore di vari farmaci. Dato che possiede un centro stereogenico, si trova disponibile sia nelle due forme enantiomeriche che in miscela racemica. L'estere dell'acido mandelico è il mandelato.

## Isolamento e sintesi
L'acido mandelico fu scoperto riscaldando l'amigdalina, un estratto delle mandorle amare, con acido cloridrico. Venne riportato la prima volta nel 1909 da J.W. Walker e V.K. Krieble. Il nome deriva dal tedesco Mandel, che in italiano significa mandorla. Alcuni derivati dell'acido mandelico si formano come risultato del metabolismo dell'adrenalina e della noradrenalina a opera delle monoammino ossidasi e della catecol-O-metil transferasi.
Di solito viene preparato per idrolisi acida del mandelonitrile, che rappresenta la cianidrina della benzaldeide. Il mandelonitrile si può ottenere facendo reagire la benzaldeide con bisolfito di sodio con la formazione del corrispondente addotto che fatto successivamente reagire con cianuro di sodio produce il mandelonitrile, che infine viene idrolizzato:
In alternativa si può ricavare per idrolisi basica dell'acido fenilcloroacetico e del dibromacetofenone.

## Usi
L'acido mandelico è stato storicamente utilizzato come antibatterico assunto per via orale nella cura delle infezioni urinarie. Trova utilizzo in dermatologia nel trattamento dell'acne, come lenitivo per l'irritazione in seguito a un trattamento laser della cute, e in medicina estetica nell'ambito del peeling chimico in associazione.
L'acido mandelico, con l'acido fenilgliossilico, è un metabolita dello stirene. In medicina del lavoro la sua determinazione nelle urine è utilizzata per monitorare gli operatori esposti a tale inquinante.